# Denka Big Swan Stadium
Das Denka Big Swan Stadium (jap. デンカビッグスワンスタジアム, Denka Biggu Suwan Sutajiamu) ist ein Fußballstadion mit Leichtathletikanlage in der japanischen Stadt Niigata der gleichnamigen Präfektur. Es ist auch unter seinem Spitznamen Big Swan (jap. ビッグスワン, Biggu Suwan) bekannt. Der Hauptnutzer ist der Fußballverein Albirex Niigata (J1 League), der hier seine Heimspiele austrägt.

## Geschichte
Die Anlage wurde anlässlich der Fußball-Weltmeisterschaft 2002 als Niigata Stadium (jap. 新潟スタジアム, Niigata Sutajiamu) errichtet und im März 2001 fertiggestellt. Die Baukosten lagen bei 269 Millionen Euro. Derzeit bietet es 42.300 Zuschauen Platz. Der Energieversorger Tōhoku Denryoku mit Sitz in Sendai wurde 2007 Namensgeber der Sportstätte. Anfang 2013 wurde das Tokioter Chemieunternehmen Denki Kagaku Kōgyō der Namenssponsor des Stadions.
Neben dem Fußball finden weitere Sportveranstaltungen im Big Swan statt. Am 18. Mai 2008 wurde im Stadion von Niigata die Rugby-Union-Länderspiel Japan gegen Hongkong (75:29) der Asian Five Nations ausgetragen. 2009 war das ehemalige Niigata Stadium ein Austragungsort des 64. Nationalen Sportfestivals von Japan. Des Weiteren wird das Stadion als Konzertarena genutzt.

## Spiele der Fußball-WM 2002 in Niigata
Während der WM 2002 war das Stadion Schauplatz von drei Spielen, darunter ein Achtelfinale.
Gruppenspiele
- 1. Juni 2002, Gruppe E:  Irland –  Kamerun 1:1 (0:1)
- 3. Juni 2002, Gruppe G:  Kroatien –  Mexiko 0:1 (0:0)

Achtelfinale
- 15. Juni 2002:  Dänemark –  England 0:3 (0:3)

## Galerie

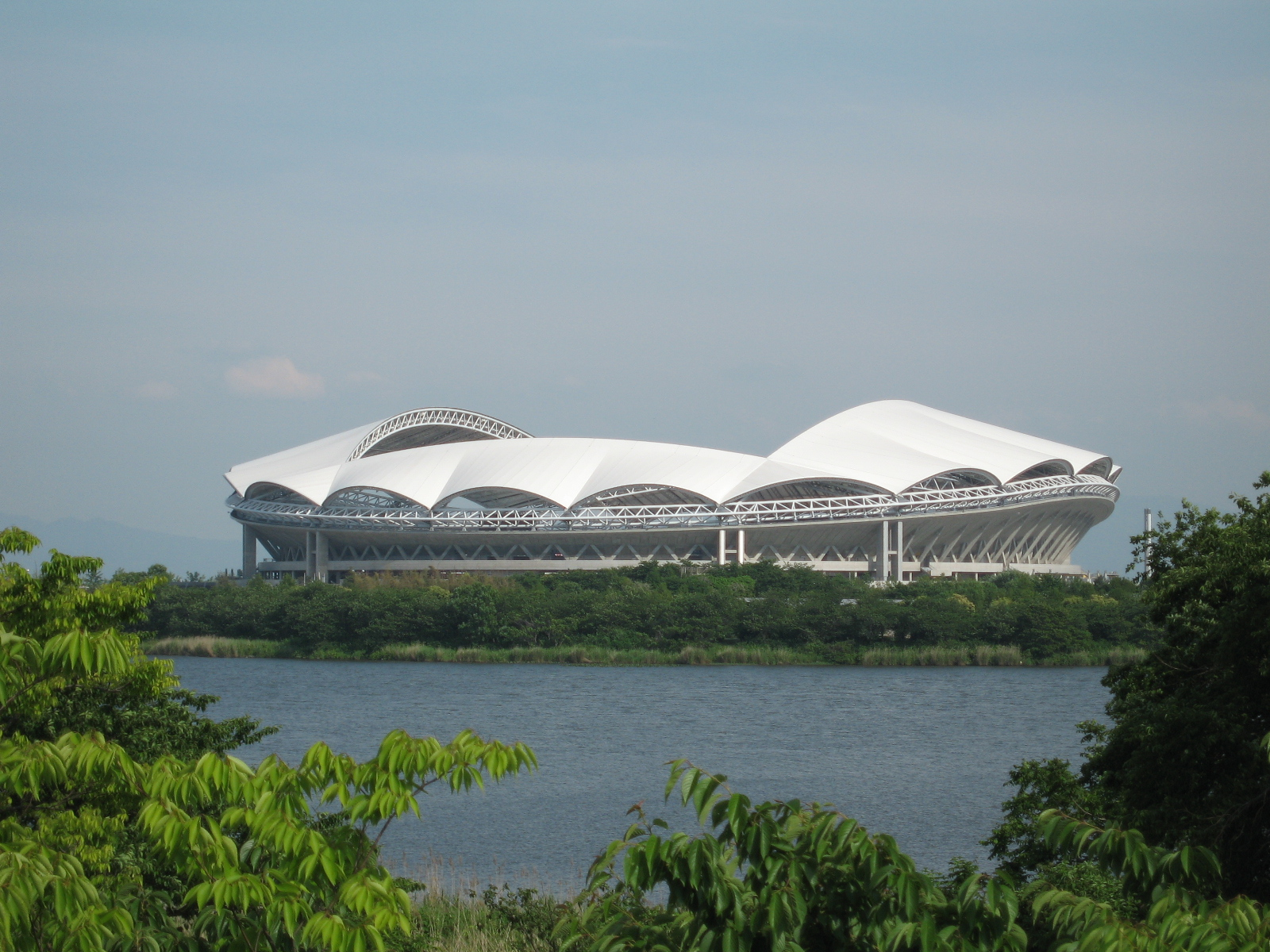
Das Stadion vom Tyanogata-Park aus fotografiert (Juni 2007)
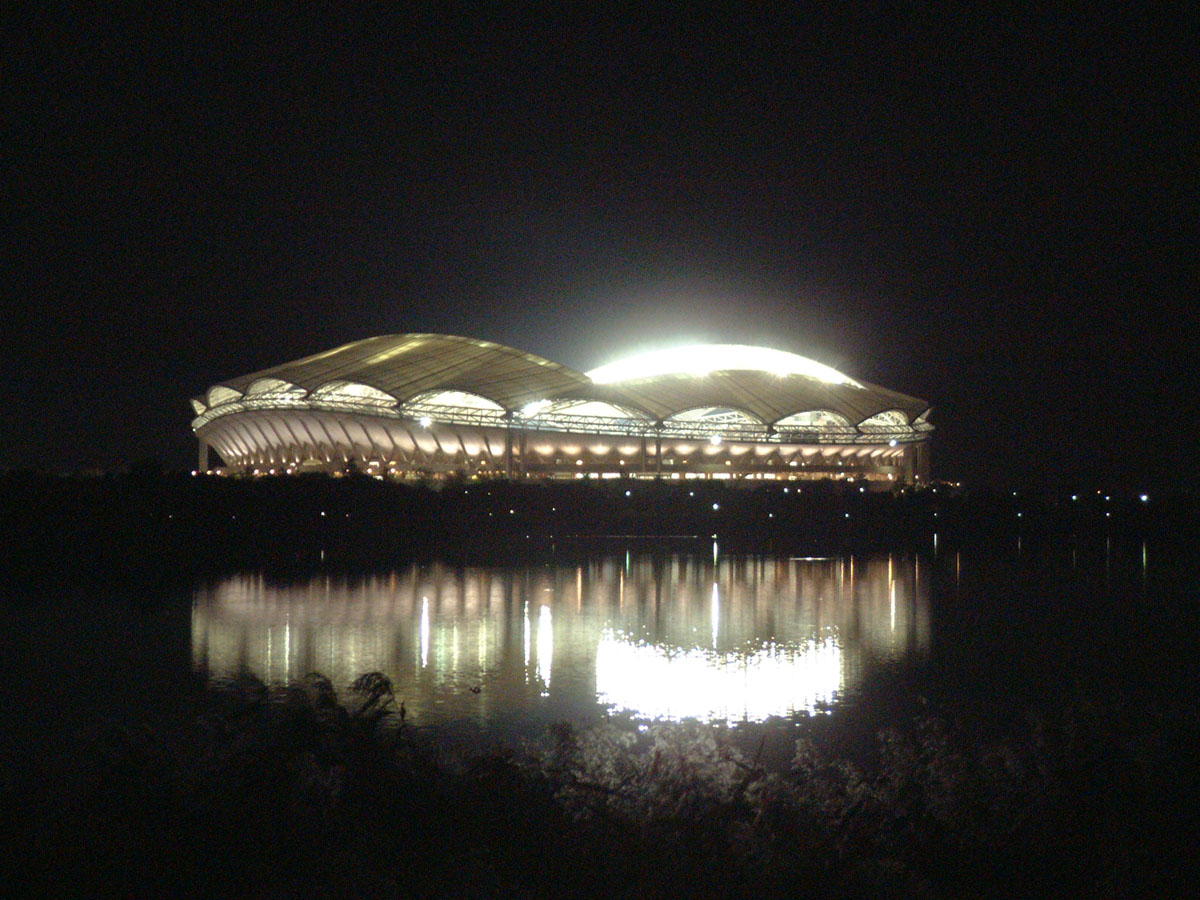
Big Swan bei Nacht (Oktober 2003)
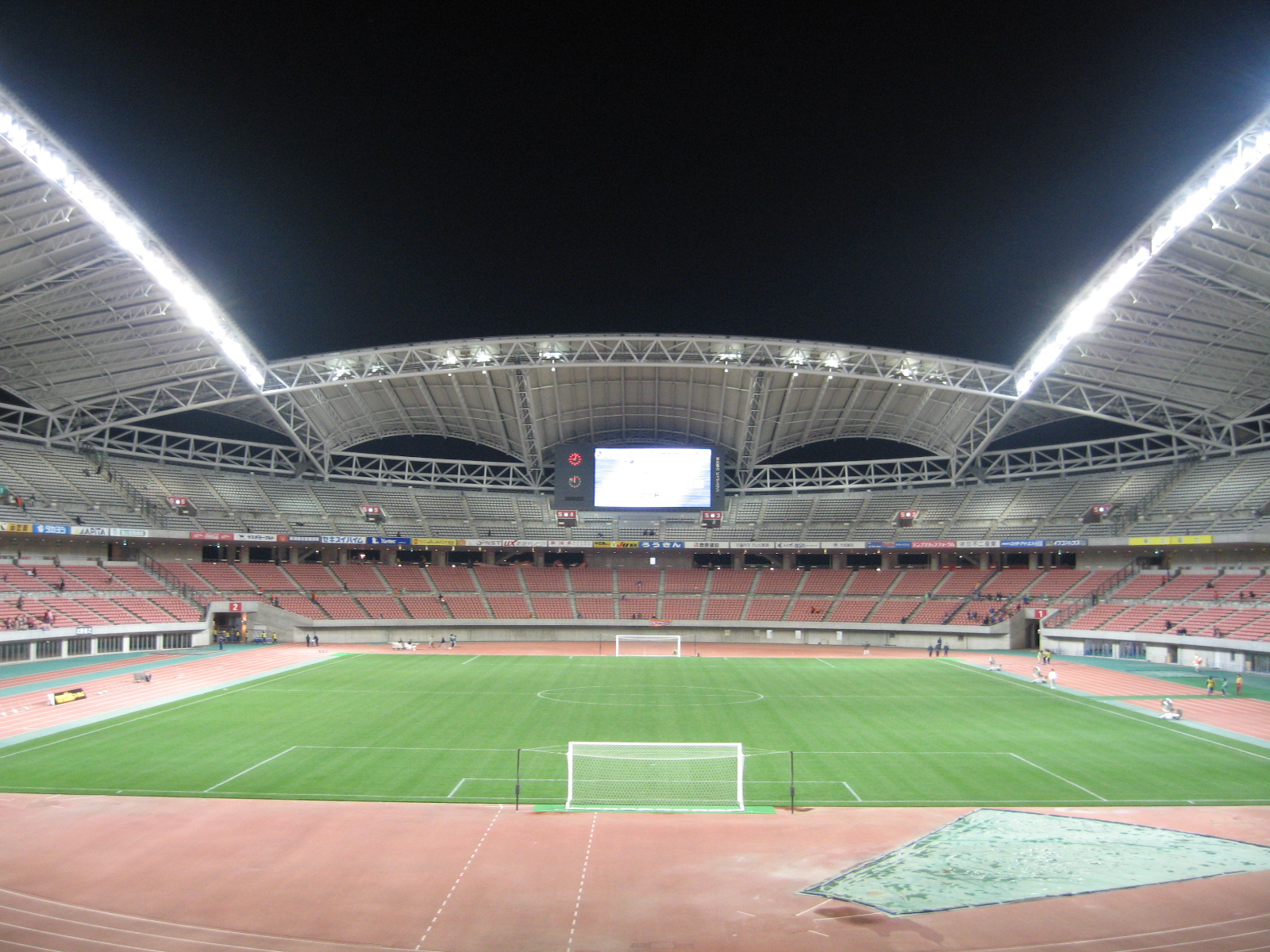
Das Stadion unter Flutlicht (Juni 2007)